# Palais de la place Piedigrotta
Le palais de la Piazza Piedigrotta est un vaste bâtiment monumental de Naples situé dans le quartier du même nom, dans le quartier de Chiaia. 

## Histoire et description
Le bâtiment, conçu par Giovanni De Fazio en 1929 et construit en 1930, délimite la place entre l'église Santa Maria di Piedigrotta et la gare de Naples-Mergellina. 
Comme pour la gare ferroviaire, le palais témoigne de l’utilisation d’un éclectisme pompeux du début du XXe siècle, qui reprend les éléments stylistiques de l’antiquité, en les combinant sans distinction. En effet, la base de la structure est composée de grandes pseudo-colonnes en marbre rouge ionique, placées autour de l'entrée principale, formant devant elle une sorte de petite cour d'honneur. Les étages supérieurs, caractérisés par une polychromie lumineuse, présentent de grandes ouvertures rectangulaires donnant sur des balcons. Au sommet se trouve une loggia articulée au moyen de fines colonnes fortement espacées, tandis que sur les côtés, deux parties antérieures disposées en tourelles ont des fenêtres encadrées par des groupes de caryatides. 
Il est communément appelé le palais de l’ancien cinéma Odeon, car c’était à la fois un théâtre et ensuite un cinéma, puis fermé, où ont également lieu des spectacles de variétés,.  Par la suite, la salle de théâtre, où l'acteur Totò a également joué, a été transformée en boîte de nuit en 1980, mais a été fermée moins d'un an après les vives protestations des habitants de l'immeuble du quartier. Il abrite actuellement une salle de bingo.

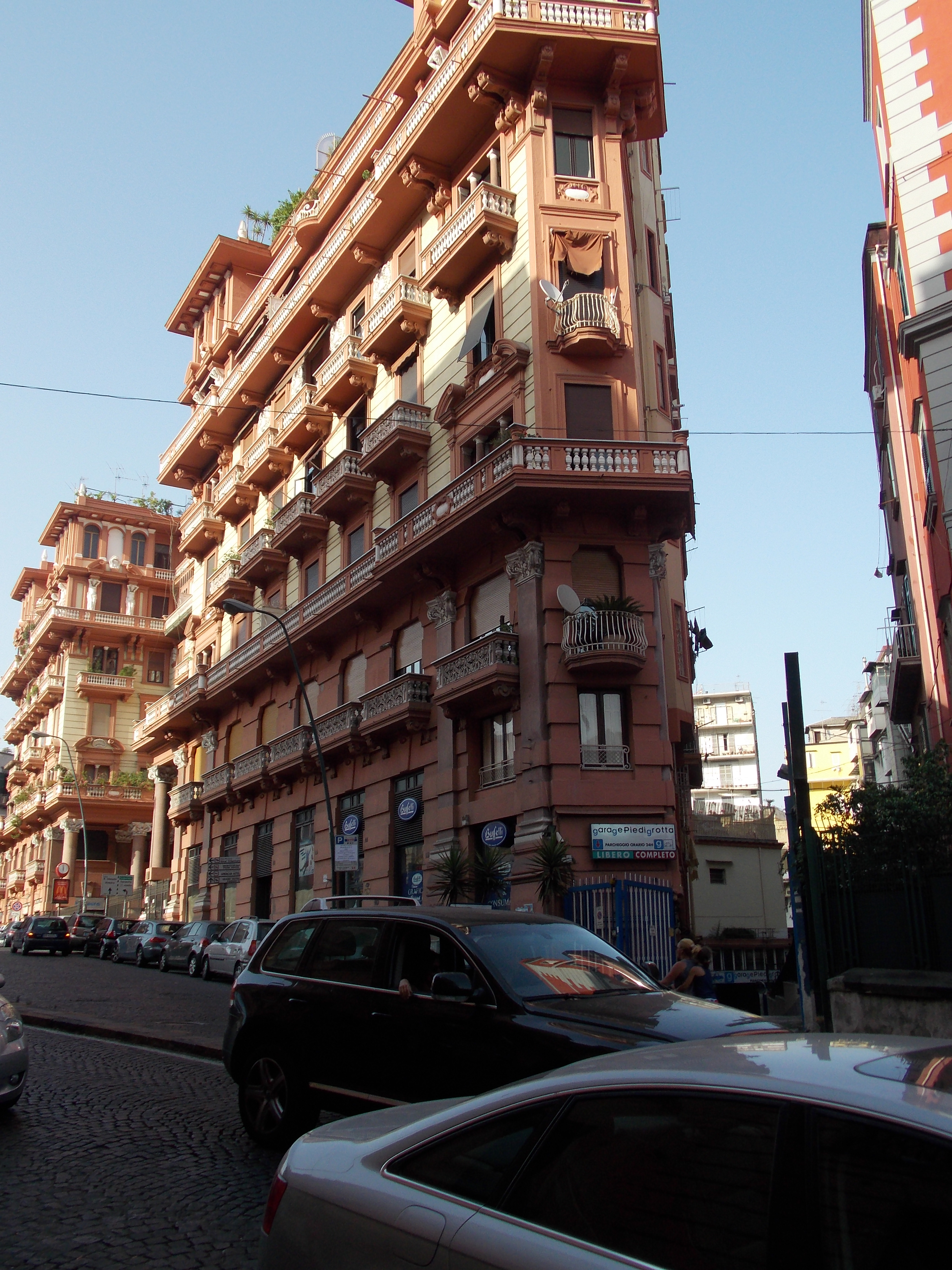
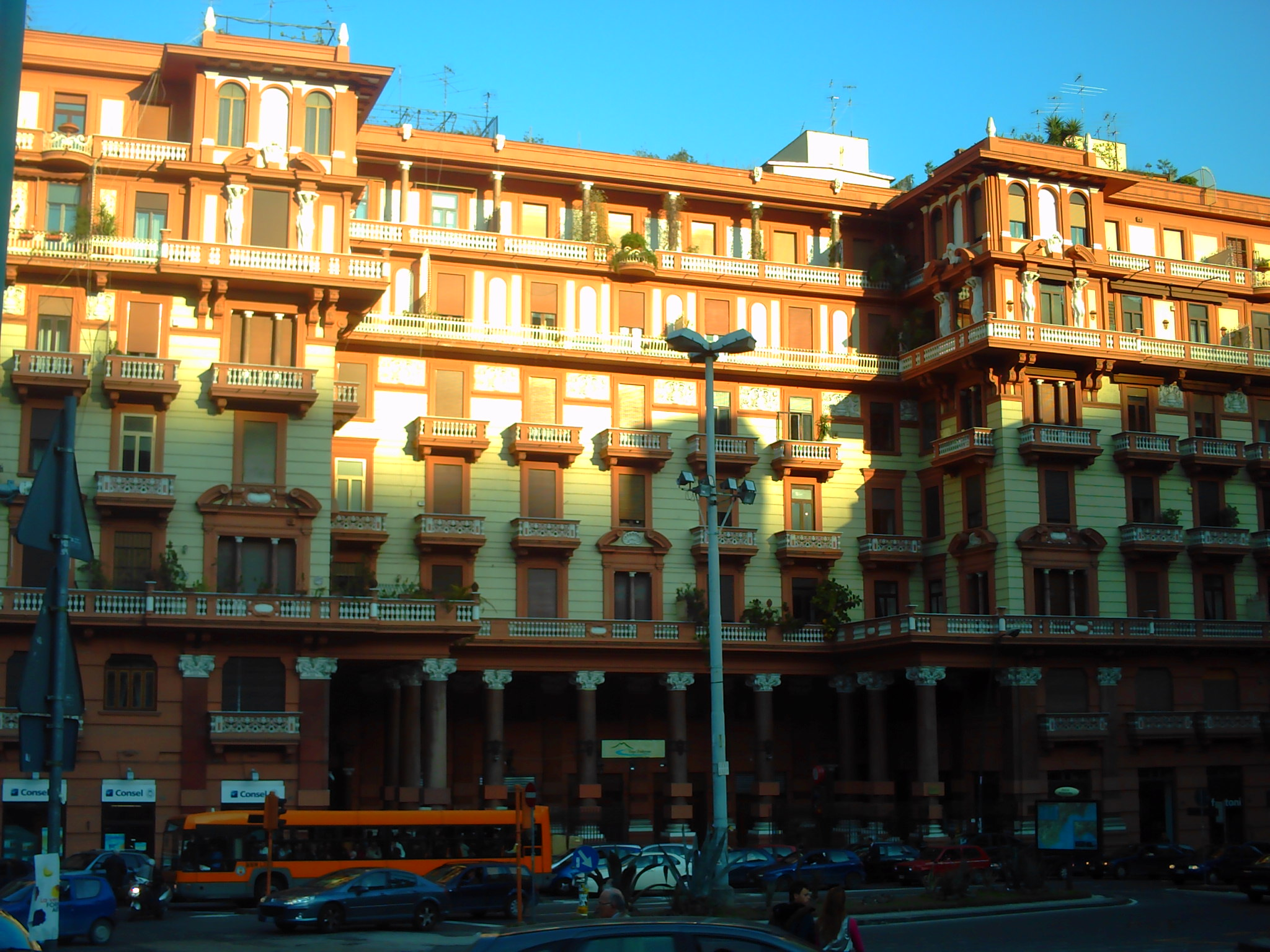